# بحران مشروعیت (کتاب هابرماس)
بحران مشروعیت (به انگلیسی: Legitimation Crisis) و ((به آلمانی: Legitimationsprobleme im Spätkapitalismus)) کتابی از یورگن هابرماس (زاده ۱۹۲۹ میلادی) جامعه‌شناس و فیلسوف آلمانی است که در سال ۱۹۷۳ منتشر شد. این کتاب در سال ۱۹۷۵ توسط انتشارات بیکن با ترجمه و مقدمه توماس مک‌کارتی به زبان انگلیسی منتشر شد. چاپ نخست توسط سوهرکمپ منتشر شده بود. این عنوان به کاهش اعتماد به کارکردهای اداری، نهادها یا رهبری اشاره دارد: بحران مشروعیت. ترجمه مستقیم عنوان آلمانی آن «مسایل مشروعیت در سرمایه‌داری متأخر» است. هابرماس در این کتاب که پنج سال پس از «دانش و منافع انسانی» منتشر شد، گرایش‌های بحران اساسی در سرمایه‌داری را بررسی کرد. در پیشا سرمایه‌داری تحت مدیریت دولتی، دولت‌ها اساساً نگران حفظ اقتصاد بازار هستند در حالی که در سرمایه‌داری تحت مدیریت دولتی، دولت‌ها نقش‌های اضافی مانند ارائه مراقبت‌های بهداشتی اجتماعی، حقوق بازنشستگی، آموزش و غیره دارند. گسترهٔ گستردهٔ ادارات دولتی و نفوذ به مدیریت گرایش بحران سرمایه‌داری در عرصهٔ اقتصادی کمک کرد ولی گرایش بحران دیگری را در عرصه سیاسی و اجتماعی-فرهنگی ایجاد کرد که به ترتیب بحران مشروعیت و بحران انگیزه است.

## مفهوم هابرماسی از بحران
هابرماس نخست توضیح می‌دهد چه موقعیت‌هایی باید به عنوان بحران نظام‌های اجتماعی در نظر گرفته شوند. به نظر او، فرض می‌شود نظام‌های اجتماعی دارای «محدوده‌ای از تساهل و مدارا هستند که در آن، ارزش‌های هدف یک نظام اجتماعی می‌تواند بدون به تهدید بقا یا دگرگونی در هویت آن، تغییر کند.» بنابراین بحران زمانی رخ می‌دهد که تغییر نظام به حدی باشد که ادامه بقا و هویت اجتماعی اعضا جامعه را تهدید کند. ویژگی این حالت، فروپاشی ساختارهای هنجاری است که منجر به فروپاشی اجتماعی می‌شود. این ظرفیت تعدیل یا یادگیری بستگی به آنچه هابرماس «اصول سازمانی» می‌نامد، ویژه هر مرحله از تکامل اجتماعی است. برای بیان چگونگی وقوع چنین بحرانی، هابرماس سه خرده‌نظام را در نظام‌های اجتماعی متمایز می‌کند:
1. خرده‌نظام‌های اقتصادی،
2. خرده‌نظام‌های سیاسی-اداری
3. خرده‌نظام‌های اجتماعی-فرهنگی.

او همچنین محیط پیرامون نظام‌های اجتماعی را مفهوم‌سازی می‌کند: طبیعت درونی و طبیعت بیرونی. طبیعت بیرونی «منابع محیط غیرانسانی» است در حالی که طبیعت درونی «زیر لایه ارگانیک اعضا جامعه» است. هابرماس تفاوت بین نظام‌های اجتماعی و ماهیت‌ها را در وجود ادعاهای اعتبار در اولی می‌داند. در برابر طبیعت بیرونی، کنش‌های ابزاری برای بقا نظام‌های اجتماعی به کار می‌روند و در برابر طبیعت درونی از کنش‌های ارتباطی استفاده می‌شود. بسط نظام‌های اجتماعی به سوی طبیعت بیرونی (از طریق تولید) و طبیعت درونی (از طریق اجتماعی شدن) مشخص می‌شود. از طریق این ادعاهای اعتبار، نظام اجتماعی مرزهای خود را گسترش می‌دهد.

## گرایش‌های بحرانی در سرمایه‌داری پیشرفته
با سرمایه‌داری پیشرفته، هابرماس در درجه اول به مرحله‌ای از سرمایه‌داری اشاره می‌کند که در آن دولت با ایجاد شکاف‌های عملکردی، در بازار مداخله می‌کند. این مداخله بیانگر پایان سرمایه‌داری رقابتی و لیبرال است. هابرماس استدلال می‌کند چنین «همبستگی مجدد نظام اقتصادی به امر سیاسی - که به نوعی روابط تولید را دوباره سیاسی می‌کند - نیاز فزاینده‌ای به مشروعیت ایجاد می‌کند». به‌طور خاص، او ادعا می‌کند شرط مشروعیت به دو شرط باقی مانده کاهش می‌یابد:
- اولی خصوصی‌گرایی مدنی است، به این معنی که سیاست در توزیع پاداش در داخل نظام دخالت نمی‌کند.
- دوم، الزام مشروعیت به خود سیاست‌زدایی ساختاری است.

هابرماس سپس مسایل پیش آمده در سرمایه‌داری پیشرفته را با توجه به رابطه فوق بین نظام‌ها و طبیعت‌ها مورد بحث قرار می‌دهد یعنی نظام مرز خود را تا آنجا به ماهیت درونی و بیرونی خود گسترش می‌دهد. در مقابل طبیعت بیرونی، محدودیت توانایی و منابع محیطی برای زندگی با رشد اقتصادی و مصرف. در برابر طبیعت درونی، هابرماس مساله‌ای را در فرایند اجتماعی شدن می‌یابد که «در ساختارهای بین الاذهانی زبانی صورت می‌گیرد. سازماندهی رفتاری را تعیین می‌کند که با هنجارهایی که نیاز به توجیه دارند و نظام‌های تفسیری گره خورده‌است که هویت را تضمین می‌کنند. او فرض می‌کند که انگیزش انطباق با تصمیم‌گیری اقتدار عمومی باید مستلزم مشروعیت باشد ولی این فرایند مشروعیت می‌تواند خارج از ساختار ارتباطی کنش رخ دهد. اگر این اتفاق بیفتد، «شکل جامعه‌پذیری و به همراه آن هویت نظام‌های اجتماعی - فرهنگی باید تغییر کند». بر اساس مشاهده مسایل سرمایه‌داری پیشرفته، او همچنین استدلال می‌کند چهار گرایش بحرانی احتمالی در سرمایه‌داری پیشرفته وجود دارد:
1. بحران اقتصادی،
2. بحران عقلانیت،
3. بحران مشروعیت، و
4. بحران انگیزش

نظام اقتصادی با ورودی کار و سرمایه عمل می‌کند و خروجی ارزش‌های مصرفی را تولید می‌کند. بحران اقتصادی به اختلالات تولید اشاره دارد، به این معنا که توزیع بارها و پاداش‌ها در چارچوب انتظار نظام ارزشی مشروع تحقق نمی‌یابد. این بحران اقتصادی منجر به دو نوع بحران در نظام سیاسی می‌شود:
1. بحران عقلانیت و
2. بحران مشروعیت

بحران عقلانیت وضعیتی است که مقامات دولتی نتوانند مطالبات نظام اقتصادی را برآورده کنند یا به تعبیر وی وضعیتی است که «نظام اداری در آشتی دادن و تحقق الزامات دریافتی از نظام اقتصادی موفق نباشد». بحران مشروعیت زمانی اتفاق می‌افتد که اقتدار سیاسی نتواند وفاداری توده‌ها را جلب کند. این بحران‌ها به نوبه خود کمبود عقلانیت و کمبود مشروعیت ایجاد می‌کنند. این بدان معناست که دولت نمی‌تواند به اندازه کافی با الزامات هدایتگر نظام اقتصادی مقابله کند (کمبود عقلانیت)، و دولت نمی‌تواند ساختارهای هنجاری مورد نیاز برای حفظ هویت جامعه را حفظ کند (کمبود مشروعیت). این همچنین به معنای اختلالات ورودی برای نظام اجتماعی - فرهنگی است زیرا ورودی آن از خروجی نظام‌های اقتصادی و سیاسی مانند ارزش‌های مصرفی و تصمیمات اداری می‌آید و خروجی نظام اجتماعی - فرهنگی زیربنای یکپارچگی اجتماعی است زیرا انگیزه‌های پشتیبانی از نظام سیاسی را در قالب مشروعیت فراهم می‌سازند. هابرماس این نکته را چنین خلاصه می‌کند:
«زمانی که ساختارهای هنجاری بر اساس منطق ذاتی خود به گونه‌ای تغییر می‌کنند که مکمل بودن الزامات دستگاه دولتی و نظام شغلی از یک سو، باید گرایش‌های بحران فرهنگی را در نظر بگیریم و نیازهای تفسیر شده و انتظارات مشروع اعضا جامعه از سوی دیگر مختل می‌شود. بحران‌های مشروعیت از نیاز به مشروعیت ناشی از تغییرات در نظام سیاسی ناشی می‌شود (حتی زمانی که ساختارهای هنجاری بدون تغییر باقی می‌مانند) و نمی‌توانند با عرضه مشروعیت موجود برآورده شوند. از سوی دیگر، بحران‌های انگیزشی ناشی از تغییرات در خود نظام اجتماعی - فرهنگی است.»
انگیزه اطاعت از قانون، از نظر هابرماس، از عقل و توجیه عقلانی ناشی می‌شود. او با این استدلال، این گزاره را رد می‌کند که «ارزش‌ها و هنجارهایی که بر اساس آن انگیزه‌ها شکل می‌گیرند، رابطه‌ای درونی با حقیقت دارند». به عبارت دیگر، هابرماس در مسیر ردیابی علل و مکانیسم بحران سرمایه‌داری پیشرفته، منابع مشروعیت را در معنایی اساسی‌تر بررسی کرد. برای این منظور، او ادعا می‌کند «امکان توجیه ادعاهای اعتباری هنجاری یعنی فراهم‌سازی زمینه‌های عقلانی برای شناسایی آنها». هابرماس در کتاب «نظریه کنش ارتباطی» به بررسی این موضوع از ادعاهای اعتبار و کنش ارتباطی می‌پردازد.

## نفوذ
برخلاف آثار متاخر هابرماس، «بحران مشروعیت» به شدت تحت تأثیر کارل مارکس است. همان‌طور که این استدلال مشهود است که تضاد درونی سرمایه‌داری به بحران اقتصادی منجر می‌شود. با این حال، در همان زمان، هابرماس نظریه نظام را به دنبال کلاوس آف به کار گرفت تا برای شرح نقد مارکسیسم نیز پاسخی داشته باشد. در زمینه نظریه انتقادی، این کتاب تأثیر شگرفی بر نسل‌های بعدی نظریه‌پردازان انتقادی مانند سیلا بن حبیب، نانسی فریزر، راحل جاگی و وندی براون گذاشته‌است. بسیاری از نظریه‌پردازان انتقادی معاصر تمایز دقیق بین نظام و جهان زندگی را رد می‌کنند ولی با این وجود از اصول اساسی بحران مشروعیت تا به امروز پیروی می‌کنند.